# Powiat de Rypin
Le powiat de Rypin (en polonais : powiat rypiński) est un powiat appartenant à la Voïvodie de Couïavie-Poméranie dans le centre-nord de la Pologne.

## Division administrative
Le powiat comprend 6 communes :
- 1 commune urbaine : Rypin ;
- 5 communes rurales : Brzuze, Rogowo, Rypin, Skrwilno et Wąpielsk.